# Dreikant-Zwerg-Sackträger

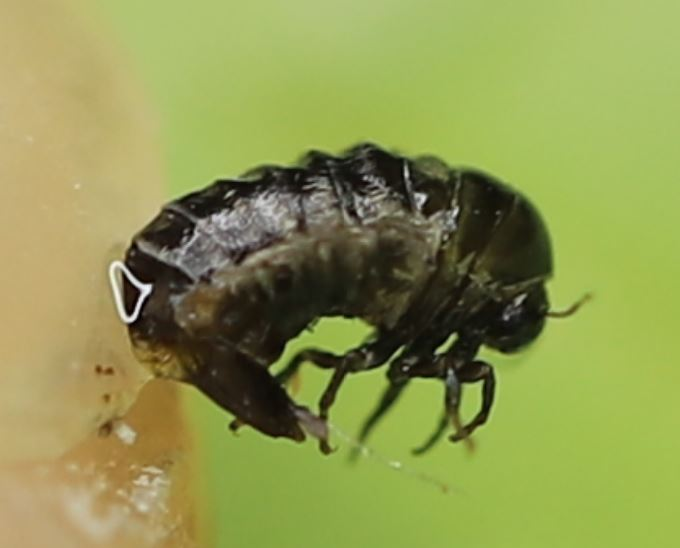
Seitenansicht

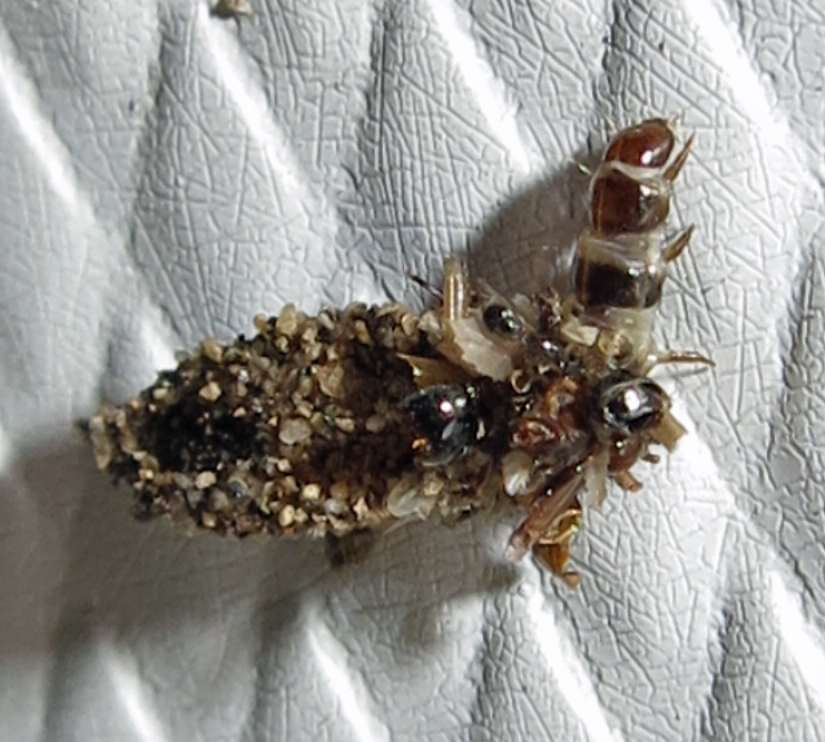
Raupe des Dreikant-Zwerg-Sackträgers mit Sack

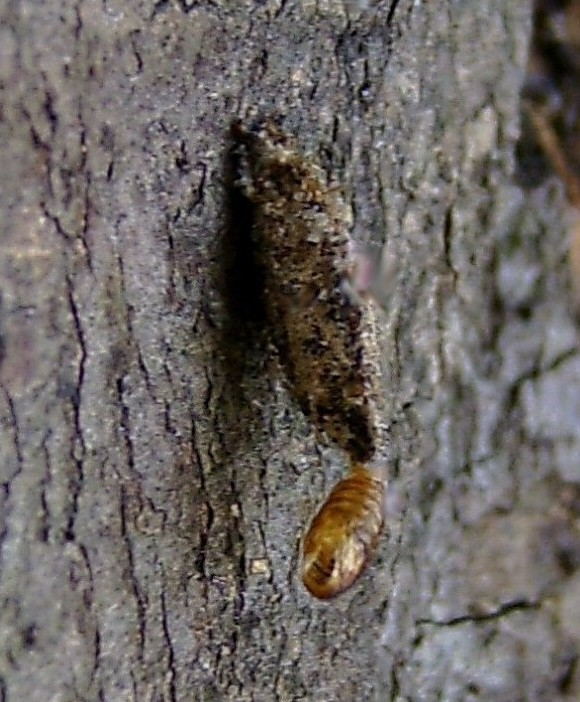
Verlassener Puppenkokon am Ende des Sacks

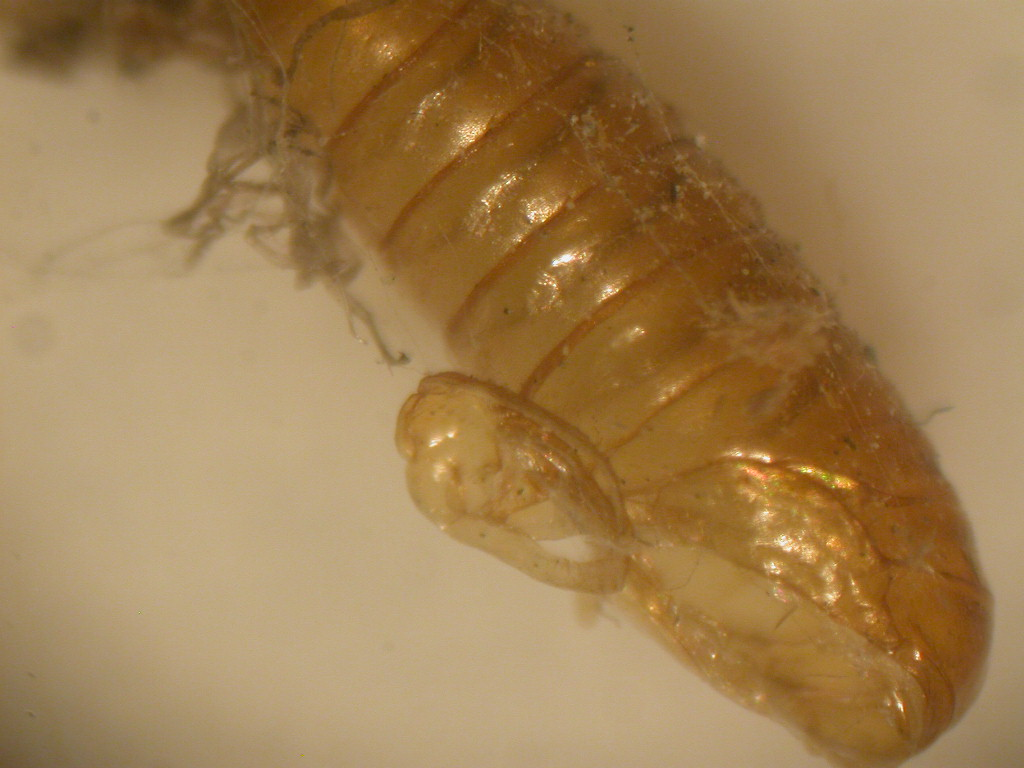
Puppenkokon, Detailansicht

Der Dreikant-Zwerg-Sackträger (Dahlica triquetrella) ist ein Schmetterling aus der Familie der Echten Sackträger (Psychidae). Die Art kommt sowohl in bisexuellen als auch in diploid bzw. tetraploid parthenogenetischen Formen vor.

## Merkmale

### Falter
Die erwachsenen Tiere sind durch einen deutlichen Geschlechtsdimorphismus geprägt. Die Flügel der Männchen sind schmal und gestreckt, haben eine Flügelspannweite von etwa 9 bis 13 Millimetern, sind von graubrauner Grundfärbung und zeigen eine Zeichnung aus vielen weißlichen Flecken. Am Flügelrand befinden sich relativ kurze Fransen. Weibliche Tiere ähneln Maden, sind bräunlich gefärbt, haben einen sehr kleinen Kopf, einen walzenförmigen Körper und am Hinterleib ein Büschel weißgrauer Afterwolle. Sie besitzen keine Flügel, jedoch gut entwickelte Beine.

### Raupe
Die Raupen sind gelblich gefärbt, haben einen dunkel bernsteingelben Kopf und ebensolche Brustschilde. Sie spinnen sich in eine sackartige Wohnröhre ein. Deren Form ist markant dreikantig, etwa 4 bis 6 Millimeter lang und verjüngt sich nach beiden Enden, die Bauchseite ist flach. An der Außenseite befestigt die Raupe kleinste Pflanzenteilchen und Sandkörner. Besonders charakteristisch ist jedoch das Anheften kleiner Chitinteile anderer Insekten insbesondere am vorderen Teil der Röhre.

## Verbreitung und Vorkommen
Bisexuelle Stämme kommen in isolierten Kolonien in Teilen der Alpen und des Schweizer Jura und zwar auf Berggipfeln, die während der Riß- und Würmeiszeit unvergletschert aus der Eismasse hervorragten, den so genannten Nunatakkern sowie im Reichswald bei Nürnberg, im Donautal zwischen Passau und Linz, der Adelegg und Höhenlagen bei Triest vor. Parthenogenetische Stämme sind von England ostwärts durch Zentral- und Osteuropa einschließlich der Alpen bis nach Russland verbreitet, außerdem in voneinander getrennten Populationen in vielen Gebieten Nord-, West- und Südeuropas. Die Tiere bewohnen verschiedenste Lebensräume. Dazu zählen Laub- und Nadelholzwälder, Strauchlandschaften und Felshalden.

## Lebensweise
Die Männchen fliegen überwiegend im April und Mai. Während des gesamten Raupenstadiums bleibt die Raupe in ihrer Schutzhülle und verpuppt sich auch darin. Der männliche Falter verlässt den Raupensack und sucht das flugunfähige Weibchen auf, das außen auf der Sackröhre sitzt, um sich zu paaren. Beide Geschlechter haben eine sehr kurze Lebenszeit von oftmals nur wenigen Stunden. Parthenogenetische Weibchen beginnen schon kurz nach dem Schlüpfen mit der Eiablage. Die Raupen ernähren sich bevorzugt von der Flechtenart Lepraria incana. Die Larvensackröhre der Tiere wird an Stämmen, Pfosten und Mauern in einer Höhe von meist ein bis zwei Metern befestigt.
In Süddeutschland konnte beobachtet werden, dass die Raupen mit ihren Raupensäcken in der frühen zweiten Februarhälfte den Stamm von Bäumen, in diesem Fall von Platanen, hochwandern und sich anschließend in ihrem Raupensack verpuppen. Nach etwa 3 Wochen wird die Puppe aus dem einen Ende des Raupensacks gestülpt und das Imago verlässt im Anschluss die Puppenhülle.

## Gefährdung
Die bisexuelle Form ist in Deutschland nur in Bayern und Baden-Württemberg anzutreffen und wird auf der Roten Liste gefährdeter Arten als Art mit geographischer Restriktion eingestuft. Die parthenogenetische Form ist gebietsweise häufig und gilt als nicht gefährdet.